# Kênh natri
Kênh natri là các protein màng tích hợp hình thành các kênh ion, chuyên lấy các ion natri (Na+) thông qua một tế bào màng sinh chất. Chúng thuộc nhóm siêu cation của các kênh cation và có thể được phân loại theo trình kích hoạt mở kênh cho các ion đó, tức là thay đổi điện áp ("điện áp cổng", "nhạy cảm với điện áp" hoặc kênh natri "phụ thuộc vào điện áp" còn được gọi là "VGSC" hoặc "Kênh Nav") hoặc liên kết của một chất (phối tử) với kênh (kênh natri bị phối tử theo cổng).
Trong các tế bào dễ bị kích thích như tế bào thần kinh, tế bào cơ và một số loại glia nhất định, các kênh natri chịu trách nhiệm cho giai đoạn tăng của thế năng hành động. Các kênh này đi qua 3 trạng thái khác nhau được gọi là trạng thái nghỉ, trạng thái hoạt động và không hoạt động. Mặc dù trạng thái nghỉ và trạng thái không hoạt động sẽ không cho phép các ion chảy qua các kênh, sự khác biệt tồn tại đối với cấu trúc của chúng.

## Tính chọn lọc
Các kênh natri có tính chọn lọc cao để vận chuyển các ion natri qua màng tế bào. Độ chọn lọc cao đối với ion natri đạt được theo nhiều cách khác nhau. Tất cả liên quan đến việc đóng gói ion natri trong một khoang có kích thước cụ thể trong một phân tử lớn hơn.

## Kênh natri điện áp cổng

### Kết cấu
Các kênh natri bao gồm các tiểu đơn vị α lớn liên kết với protein, chẳng hạn như un tiểu đơn vị. Một tiểu đơn vị α tạo thành lõi của kênh và tự hoạt động. Khi protein tiểu đơn vị α được biểu thị bởi một tế bào, nó có thể tạo thành các kênh dẫn Na+ theo cách kiểm soát điện áp, ngay cả khi un tiểu đơn vị hoặc các protein điều chế đã biết khác không được biểu thị. Khi các protein phụ kiện lắp ráp với các tiểu đơn vị α, phức hợp kết quả có thể hiển thị sự phụ thuộc điện áp thay đổi và nội địa hóa tế bào.
Tiểu đơn vị α có bốn miền lặp lại, được dán nhãn I đến IV, mỗi miền chứa sáu phân đoạn kéo dài màng, được gắn nhãn S1 đến S6. Phân đoạn S4 được bảo tồn cao hoạt động như cảm biến điện áp của kênh. Độ nhạy điện áp của kênh này là do các amino acid dương nằm ở mọi vị trí thứ ba. Khi được kích thích bởi sự thay đổi điện thế xuyên màng, đoạn này di chuyển về phía ngoại bào của màng tế bào, cho phép kênh trở nên thấm vào các ion. Các ion được tiến hành thông qua lỗ rỗng, có thể được chia thành hai khu vực. Phần bên ngoài (nghĩa là nhiều ngoại bào hơn) của lỗ chân lông được hình thành bởi các "vòng P" (vùng giữa S5 và S6) của bốn miền. Vùng này là phần hẹp nhất của lỗ chân lông và chịu trách nhiệm cho tính chọn lọc ion của nó. Phần bên trong (nghĩa là nhiều tế bào chất hơn) của lỗ chân lông được hình thành bởi các phân đoạn kết hợp giữa S5 và S6 của bốn miền. Vùng liên kết miền III và IV cũng quan trọng đối với chức năng kênh. Vùng này cắm kênh sau khi kích hoạt kéo dài, vô hiệu hóa nó.